# La Trinidad, Acatlán
La Trinidad är en ort i Mexiko.   Den ligger i kommunen Acatlán och delstaten Puebla, i den sydöstra delen av landet, 180 km sydost om huvudstaden Mexico City. La Trinidad ligger 1 200 meter över havet och antalet invånare är 218.
Terrängen runt La Trinidad är huvudsakligen kuperad, men åt sydväst är den platt. La Trinidad ligger nere i en dal. Runt La Trinidad är det ganska tätbefolkat, med 75 invånare per kvadratkilometer. Närmaste större samhälle är Acatlán de Osorio, 3,4 km sydväst om La Trinidad. I omgivningarna runt La Trinidad växer huvudsakligen savannskog.